# FV102 ストライカー
FV102 ストライカーは、イギリス陸軍の対戦車車両（自走対戦車ミサイル）である。

## 概要

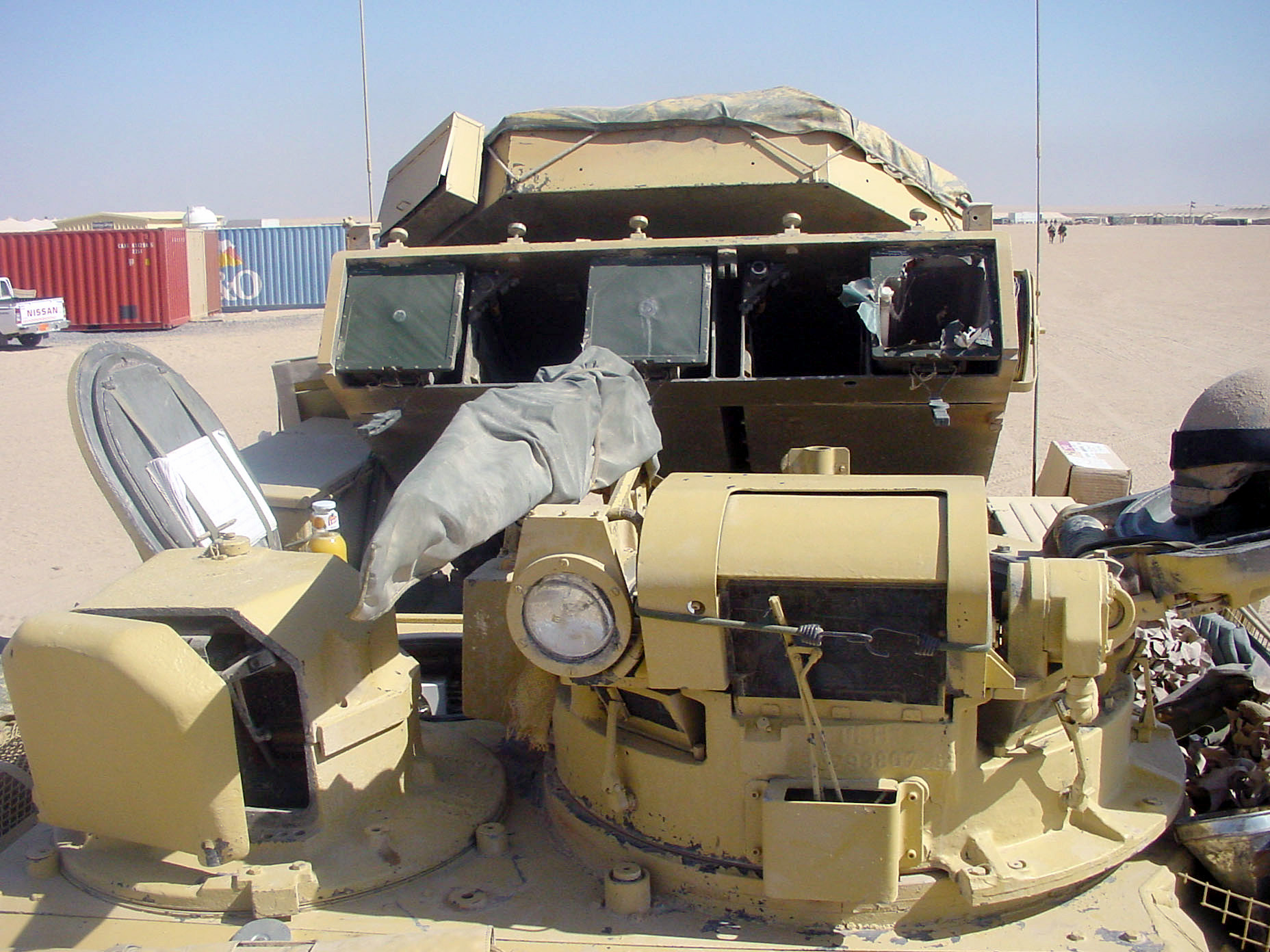
ストライカーの車体上面
手前右が車長用キューポラ、左はミサイルの照準／誘導サイト。後方がミサイルの発射装置

FV102 ストライカーは、CVR（T）によって整備された車両のうちの一つで、スウィングファイア有線誘導対戦車ミサイルを搭載する車両である。車両後方の発射筒に納められた5発のミサイルが射撃可能な即応弾となっている。この発射筒は射撃のために35度(622密位)まで仰角を上げられる。
照準機は取り外しが可能で、車両を隠蔽場所に残し、離れて操作することができ、また完全に遮蔽されていても、ミサイルは発射後に90度旋回して標的の頭上へ飛んで行くことができる。このミサイルは成形炸薬弾頭を備え、初期にはジョイスティック制御によってManual Command to Line of Sight（手動指令照準線一致誘導方式）誘導された。後に誘導装置はSemi-Automatic Command to Line of Sight（半自動指令照準線一致誘導方式）式にアップデートされた。

## 開発
ストライカーは、イギリス陸軍によりスウィングファイアーミサイルを運用するために開発された。最初の生産車両は1975年に配備され、王立砲兵隊の対戦車誘導ミサイル中隊によって軍務に用いられた。
本車は、最初にジャガーJ60 4.2リットル6気筒ガソリンエンジンで駆動された。これはいくつかのジャガー車に使用されたのと同じである。CVR（T）仕様のもと、耐用年数延長プログラム（LEP）により、このエンジンはイギリス陸軍のFV107 シミターが装備するのと同様のカミンズBTA 5.9ディーゼルエンジンに換装されている。
ミサイルは発射準備の整った発射筒の後部に装備される。発射筒は5基のマトラBAeダイナミックスウィングファイアーATGW有線誘導装置を備え、ミサイルは4,000mの射距離とHEAT弾頭を備える。
車両内部には予備弾5発が搭載されている。ミサイルは車両から、または、最高100m離れた照準位置から発射できる。副兵装はL7汎用機関銃である。

## 戦歴
ストライカーはイギリス陸軍ライン軍団の王立砲兵隊とともに1976年に部隊配備され、その後、王立装甲部隊へ移された。それらの車両は王立装甲部隊の編隊偵察連隊とともに、現在就役中である。

## その他の仕様
- 最低地上高：0.35 m
- 携行弾薬：スイングファイアーミサイル弾10発, 7.62mm NATO弾 x 3,000発
- 車体の生産はイギリスのアルヴィス車両会社が担当。

## 運用
- イギリス
  -  イギリス陸軍